# Підводний човен класу «Holland 602»

Підводний човен "АГ-21", 1918 р.

Підводний човен класу «Holland 602» - (проект АГ США,  тип H— один з найбільш численних типів підводних човнів періоду Першої Світової війни) 11 підводних човнів з 17 замовлених Російською імперією в США котрі будувалися в Канаді

## Історія будівництва
Підводні човни проекту «Holland 602» (в Росії - «Американський Голланд», в інших країнах ще мали назву «Субмарини класу H») були розроблені американською компанією "Electric Boat Company" (США).
Прототипами човнів стали дві субмарини, замовлені 1911 року для чилійського флоту. Судна водотоннажністю 313/421 т були побудовані за проектом Джона Філіпа Голланда design 19-E та design 19-B. Проте, чилійський флот відмовився прийняти човни, після чого вони були продані Канаді. Кораблі отримали маркування HMCS CC-1 та HMCS CC-2.
Після цього було побудовано три субмарини класу H для ВМС США. Вони були побудовані на основі проекту design 30, але мали водотоннажність збільшену до 358/434 тонн. Човни отримали назви: USS H-1 (SS-28), USS H-2 (SS-29) и USS H-3 (SS-30).
У жовтні 1914 року, Британське Адміралтейство замовило 10 субмарин проекту design 602E, що були побудовані компанією «Canadian Vickers» у Монреалі (Канада). Ці човни стали Британським класом Н. Ще десять суден було побудовано для Великої Британії на «Fore River Yard» у Квінті (штат Массачусетс, США). Проте ця група підводних човнів була конфіскована урядом США. Згодом два човни було передано Великій Британії, інші увійшли до складу флотів Чилі та Канади. Третя партія субмарин Британського класу H була побудована у 1917—1919 роках у Великій Британії. Багато з цих човнів були в строю під час Другої Світової війни.
Влітку 1915 року вісім кораблів типу 602 замовив італійський флот (Regia Marina). Всіх їх було побудовано у Монреалі.
З початком Першої Світової війни російський уряд вимушений був терміново збільшувати свій склад підводних човнів. З цією метою було розміщено додаткові замовлення на вітчизняних заводах та вивчено можливості закупити човни закордоном.
Більш прийнятною була визнана пропозиція фірми "Electric Boat Company". Американська сторона пропонувала побудувати човні на верфі у Канаді, та в розібраному виді доставити їх морем до Владивостоку.
Контракт на постачання перших п’яти човнів було підписано 18 серпня 1915 року. Всього до 1917 року було замовлено 17 субмарин (8 – для Балтійського, 6 – для Чорного, 3 – для Північного флоту). Вони були побудовані за удосконаленим проектом «Holland 602GF/602L» на верфі «Barnet Yard» (затока Бурард, поблизу Ванкувера). Поступово човни, у розібраному вигляді, було переправлено кораблями до Владивостоку, а потім, Транссибірською магістраллю – до Санкт-Петербургу та Миколаєва. У Російській імперії ці човни отримали назву «АГ».
На Балтійському флоті кораблі позначалися "АГ-11", "АГ-12", "АГ-13", "АГ-14", "АГ-15". Перші субмарини були спущені на воду в серпні 1916 року (Балтійське море).
У вересні 1916 року було замовлено 6 човнів для Чорноморського флоту (проектів 602 GF).
Кораблі для Чорного моря, двома партіями по три човна, були перевезені до Владивостоку пароплавами "Ункай мару", "Гарольд Доллар", "Хазель Доллар", "Стріда" та "Арабіен". Звідти – залізницею до України. Складання проводилось Миколаївським підрозділом Балтійського заводу (завод "Наваль").
Робота по зборці першого човна розпочалась 28 березня, другого - 30 березня, третього - 29 квітня 1917 року. Процесом керували представники фірми "Electric Boat Company" - Джонстон, інженер-механік Р.Б. Гилмор, інженер-електрик Т.А. Грейвс. 21 серпня 1917 року перші три човни були зараховані до реєстру кораблів Чорноморського флоту під назвами "АГ-21", "АГ-22" та "АГ-23". Субмаринам з другої партії, що були доставлені до Миколаєва протягом 1917 року, було присвоєно найменування "АГ-24", "АГ-25" и "АГ-26".

## На службі Україні
Після Лютневої революції значно актуалізувався національно-визвольний рух українців на Чорноморському флоті. Провідником українського руху стала рада Української чорноморської громади. У квітні 1917 року майже на всіх кораблях Чорноморської флоти вже існували українські корабельні ради, так само як у сухопутних частинах Севастопольської морської кріпості й повітрофлоті.
Активно діяли українські ради й в ескадрі підводних човнів під командуванням контр-адмірала В’ячеслава Клочковського. Протягом 1917 року моряки-чорноморці активно виступали на підтримку УНР та звертались до Центральної Ради з вимогою рішучих дій по українізації Чорноморського флоту та створенню Українських військово-морських сил.
12 жовтня 1917 року на відзначення українізації трьох кораблів Балтійського флоту: крейсера “Светлана” та ескадрених міноносців “Україна” та “Гайдамак” на всіх кораблях та установах Чорноморського Флоту, в тому числі й на гідрокрейсері «Дакія», на один день було піднято національні українські прапори та стеньгові сигнали «Хай живе вільна Україна». В той час на Балтійському морі активно діяв Український військово-морський революційний штаб Балтійського флоту. Саме завдяки його зусиллям вдалося офіційно українізувати ти кораблі Балтики, які планувалось перевести на Чорне море та включити до складу українських військово-морських сил. Також активно діяли українські корабельні ради на підводному човні «АГ-14», крейсері «Олег» та інших кораблях Балтійського флоту. Проте, восени 1917 року субмарина «АГ-14» загинула, а після жовтневого перевороту, більшовики шляхом погроз та провокацій зуміли розпустити команди українізованих кораблів «по домівках».
14 січня 1918 року Центральна Рада прийняла «Тимчасовий Закон про український державний флот», відповідно до якого: «Російський Чорноморський флот… проголошується флотом Української Народної Республіки…» та «Українська Народна Республіка переймає на себе всі зобов’язання російського уряду щодо Чорноморського флоту й щодо утримання флоту й портів». Таким чином всі підводні човни, в тому числі й ті, що добудовувались у Миколаєві, увійшли до складу Військово-морських сил УНР.
Однак, на початку 1918 року більшовики окупували ненадовго південь України та Севастополь. Проте Брестський мир змусив їх незабаром забратися з України.
У квітні 1918 року, екіпажі підводних човнів відкинули вимогу Раднаркому радянської Росії йти до Новоросійська і підняли українські державні прапори. Не дозволили підводники вивезти і майно своєї бригади.
Український прапор на субмарині «АГ-21» було піднято 28 квітня 1918 року. Інші човни знаходились на різних стадіях добудови у Миколаєві. Проте через революційні події цей процес значно уповільнився.
Після проголошення Гетьманату, досить суттєво активізувалась робота по створенню Військово-морського флоту Української Держави. Протягом всього 1918 року уряд гетьмана Скоропадського приділяв багато уваги побудові міцного військового флоту. Особливий акцент було зроблено на необхідності найшвидшої добудови кораблів та підводних човнів на заводах у Миколаєві. Протягом року було майже добудовано «АГ-22» та активно будувалась «АГ-23». Виділяються значні кошти на розбудову портів та для корабельнобудівних заводів.
Після приходу до влади Директорії, 25 січня 1919 року ухвалюється закон про флот, яким Директорія України перебрала на себе утримання всього Чорноморського флоту, виділивши для цього 100 мільйонів карбованців.
Наказом по морському відомству від 27 січня 1919 року, планувалось завершення будівництва на Миколаївській та Херсонській верфях у 1919-1920 роках українських військових кораблів: дредноута „Соборна Україна”, крейсерів „Гетьман Богдан Хмельницький”, „Гетьман Петро Дорошенко”, „Тарас Шевченко” та інших. Для цього, урядом УНР виділяється 20 мільйонів карбованців для розрахунку з робітниками миколаївських суднобудівних заводів «Руссуд» та «Наваль». Також було виділено кошти на добудову 8-ми великих підводних човнів, в тому числі “АГ-22” - “АГ-26”. В цьому ж законі передбачалося відряджання двох комісій Морського Міністерства до Миколаївського та Херсонського портів.
Проте вже 1 лютого 1919 року флот Антанти зайняв Херсон, 2 лютого – Миколаїв, остаточно відрізавши УНР від Чорного моря та захопивши всі кораблі, що там добудовувались. Але навесні 1919 року більшовики захопили Херсон, Миколаїв, Одесу та Крим.
Під час відступу війська Антанти затопили човен «АГ-21» поблизу Севастополя. Всі кораблі, що не встигли вивести до Туреччини та знищити війська Антанти, а також всі судна та підводні човни, що будувались в Миколаєві – були включені до складу Червоного флоту Радянської України. Однак, внаслідок народних повстань на півдні України та наступу Добровольчої армії генерала Денікіна, влітку 1919 року весь південь (як і схід) держави захопили білогвардійці.
Якщо кораблі українських ВМС, війська Антанти захопили майже відразу, то підводні човни, що базувались в Одесі (в тому числі й ті що добудували в Миколаєві), стояли під українськими прапорами, аж до повної окупації півдня України більшовиками. Проте через ряд стратегічних помилок керівництва Дерик торії, зокрема рішення основний наступ 1920 року спрямувати на Київ, а не на південь України, як це радили більшість військових спеціалістів (зокрема командуючий Морськими силами УНР Михайло Остроградський-Апостол), українських флот (як і незалежність держави) було остаточно втрачено.
Наприкінці 1920 року, у складі «Російської ескадри» підводний човен «АГ-22» було виведено білогвардійцями з Севастополя до Константинополя, а згодом до порту Бізерта (Туніс). Там субмарину було інтерновано урядом Франції. Уряд РСФСР заявив свої права на кораблі та субмарини Ескадри, вимагаючи від Франції повернути їх у Росію. У відповідь на це Урядом УНР (в еміграції) було заявлено рішучий протест французькому уряду та була надіслана нота до Ліги Націй. Посилаючись на заяву українського уряду, французи відмовлялись виконувати вимогу більшовиків аж до кінця 1924 року.

## Подальша доля
До жовтневого перевороту до Владивостоку було поставлено 11 з 17, замовлених урядом Російської імперії, субмарин. Шість недопоставлених, після збирання на верфі Puget Sound Navy Yard, увійшли до складу флоту США. Ці човни отримали маркування H-4 — H-9.

### Човни Балтійського флоту
- «АГ-11» – Спущено на воду у серпні 1916 року. 2 вересня 1916 – вступив до ладу. Листопад 1917 року – захоплений більшовиками. 03.04.1918 р. затоплено.

- «АГ-12» – Спущено на воду 18 серпня 1916 року. 16 вересня 1916 – вступив до ладу. Листопад 1917 року – захоплений більшовиками. 03.04.1918 р. затоплено. Піднятий фінськими рятувальниками, розібраний на брухт.

- «АГ-13» – Спущено на воду 31 серпня 1916 року. 11 листопада 1916 – вступив до ладу. 08.07.17 перейменований у «АГ-16». Листопад 1917 року – захоплений більшовиками. 03.04.1918 р. затоплено. Піднятий фінськими рятувальниками, розібраний на брухт.

- «АГ-14» – Спущено на воду у вересні 1916 року. 11 листопада 1916 – вступив до ладу. 18-23.09.1917 – не повернувся з бойового походу.

- «АГ-15» – Спущено на воду у вересні 1916 року. 11 листопада 1916 – вступив до ладу. 08.06.1917 – затонув, 16.06 - піднятий. Листопад 1917 року – захоплений більшовиками. 03.04.1918 р. затоплено.

У квітні 1918 року, при відступі більшовиків підводні човни, разом з плавбазою "Оланд" у Гангу (півострів Ханко) було затоплено.
Після Дерптської мирної угоди Флот Фінляндії отримував дві субмарини «АГ-12» та «АГ-16». Їх було піднято на базі Ханко, проте човни не було відремонтовано й вони пішли та металобрухт.

### Човни Чорноморського флоту

#### «АГ- 21»
Закладено 28.03.1917. Спущено на воду – восени 1917 року.
1918 рік – введений до ладу. Входив до складу ВМС УНР та ВМС Української Держави.
26.04.1919 – затоплено військами Антанти.
19.05.1928 року – піднято, відремонтовано та занесено до складу радянських Морських сил Чорного моря.
03.02.1931 – перейменовано у "Металлист" (бортовий номер 16).
08.06.1931 – затонув, 10.06 – піднятий.
15.09.1934 – перейменовано у «А-5». 11.01.1935 увійшов до складу ЧФ.
1941-1945 – брав участь у бойових діях на Чорному морі.
06.05.1945 – нагороджений орденом «Красного 3намени».
27.08.1945 – виведений зі складу бойового флоту, переформатований у плавучу зарядну станцію.
16.05.1949 – перейменовано у «ПЗС-8»
Розібраний на металобрухт у 1954 р.

#### «АГ- 22»
Закладено 30.03.1917.
1918 року – спущений на воду. Входив до складу ВМС УНР та ВМС Української Держави. Базувався у Миколаєві та Одесі.
Квітень 1919 – включений до складу Червоного флоту Радянської України.
10.09.1919 – увійшов до складу морських сил ВСЮР (за іншими джерелами базувався в Одесі під українським прапором).
14 (20?).09.1920 – виведений з Севастополя при евакуації армії генерала Врангеля.
29.12.1920 – інтернований французькою владою в Тунісі.
1921 – відремонтовано, разом з іншими кораблями ескадри.
У 1922 році завод “Наваль” добудував, випробував і здав Чорноморському флоту підводний човен типу “АГ-25”.
29.09.1924 – після встановлення дипломатичних відносин між Францією та СРСР, визнаний власністю комуністичного уряду.
Наприкінці 20-х рр. проданий "Рудметаллторгом" французькій приватній фірмі на металобрухт. Згодом розібраний на метал.

#### «АГ- 23»
Закладено 29.04.1917. Перший командир А. І. Камлюхін (1917).
1918—1919 рр. – добудовувався у Миколаєві. Входив до складу ВМС УНР та ВМС Української Держави. 
За деякими джерелами 1919-поч. 1920 – базувався під українським прапором.
«Перезакладений» більшовиками 1920 року. 18.09.1920 – введений до ладу. Став першим діючим підводним човном у складі більшовицьких Морських сил Чорного та Азовського морів.
01.06.1920 перейменовано - "Ім. тов. Троцкого". Протягом 1920-1921 років брав участь у бойових діях в районі Миколаєва, Херсона, Одеси та акваторії Чорного моря. Отримавши 12 торпед та екіпаж з Балтики, виходив на бойове патрулювання. У листопаді 1920 року – переходить до Севастополя.
01.10.1921 перейменовано у «ПЛ-16». У листопаді 1921 року супроводжував плавбазу підводних човнів «Георгій» з Батумі до Самсуна (Туреччина), на борту якого знаходилась більшовицька делегація на чолі з М. Фрунзе.
31.12.1922 перейменовано у "Незаможний".
12.06.1923 перейменовано у "Шахтер" (бортовий номер 12).
15.09.1934 перейменовано у «А-1».
11.01. 1935 – увійшов до складу ЧФ.
1941 року – знаходився на капітальному ремонті у Севастополі.
26.06.1942 – підірвано екіпажем при відступі Червоної Армії з Севастополя. 13.07. 1942 – виключений зі складу ВМФ СРСР.
Квітень 1945 року – піднятий рятувальною службою флоту. Згодом розібраний на металобрухт.

#### «АГ- 24»
21 серпня 1917 року – внесений до реєстру кораблів Чорноморського флоту.
1918—1920 – входив до складу ВМС УНР та ВМС Української Держави, згодом – Червоного флоту Радянської України та ВСЮР. Протягом цього часу були періодичні спроби ввести човен у дію.
1 червня 1920 року – перезакладено у Миколаєві (УРСС) в урочистій обстановці у присутності уповноваженого ЦК РКП (б) А. Луначарского. Перейменовано у "Ім. тов. Луначарского".
04.04.1921 – спущений на воду. 16.07.1921 – введений до ладу. Зарахований до складу Морських сил Чорного та Азовського морів.
01.10.1921 – перейменовано у «ПЛ-17». У листопаді 1921 року супроводжував плавбазу підводних човнів «Георгій» з Батумі до Самсуна (Туреччина), на борту якого знаходилась більшовицька делегація на чолі з М. Фрунзе.
31.12.1922 – перейменовано у "Коммунист" (бортовий номер 13). До підводного човна, як почесного «краснофлотца-подводника» було прикомандировано Генсека ЦК ВКП (б) Й. Сталіна.
15.09.1934 перейменовано у «А-2». 11.01.1935 – увійшов до складу ЧФ СРСР.
1941 – пройшов капітальний ремонт. 15.08.1941 – введений до ладу.
1941-1945 – брав участь у бойових діях під час Другої Світової війни. Декілька разів був пошкоджений, проходив ремонт.
12.01.1949 – віднесений до підкласу малих підводних човнів. 
16.06.1949 – перейменовано у «М-52».
28.11.1950 – Роззброєний та виключений зі складу ВМФ СРСР. Розібраний на металобрухт.

#### «АГ- 25»
21 серпня 1917 року – внесений до реєстру кораблів Чорноморського флоту.
1918—1920 – входив до складу ВМС УНР та ВМС Української Держави, згодом – Червоного флоту Радянської України та ВСЮР. Протягом цього часу були намагання ввести човен у дію.
11 липня 1921 – перезакладено у Миколаєві (УРСС) на заводі «Руссуд».
01.10.1921 – перейменовано у «ПЛ-18».
05.04.1922 – спущений на воду.
23.03.1923 – перейменовано у "Марксист" (бортовий номер 14).
15.09.1934 – перейменовано у «А-3».
11.01.1935 – увійшов до складу ЧФ СРСР.
1941 – пройшов капітальний ремонт. 01.07.1941 – введений до ладу.
1941-1943 – брав участь у бойових діях під час Другої Світової війни.
28.10.1943 – загинув під час бойової операції.
13.03.1944 – Виключений зі складу ВМФ СРСР.

#### «АГ- 26»
21 серпня 1917 року – внесений до реєстру кораблів Чорноморського флоту.
1918—1920 – входив до складу ВМС УНР та ВМС Української Держави, згодом – Червоного флоту Радянської України та ВСЮР. Протягом цього часу були періодичні спроби ввести човен у дію.
23.10.1920 – «перезакладено» у Миколаєві (УРСС) в урочистій обстановці у присутності Главкома Збройних Сил С. Каменева та Наркому охорони здоров’я Н. Семашко. Перейменовано у " АГ-26 Ім. тов. Камєнєва".
01.10.21 – перейменовано у «ПЛ-19».
1922—1923 рр. – введення в дію човна затрималось, через відсутність дизельних двигунів. Двигуни з «АГ-26» було встановлено 1917 року на підводний човен «Краб». 
Більшовики вимушені були встановити дизелі удвічі меншої потужності (по 120 л.с.), що були доставлені з лабораторії Технологічного Інституту Петрограду.
24.02.1923 – спущений на воду.
23.03.23 – перейменовано у "Политработник" (бортовий номер 15). 
Введений в дію 04.07.1923 р.
15.09.34 – перейменовано у «А-4».
11.01.1935 – увійшов до складу ЧФ СРСР.
1941 – пройшов капітальний ремонт.
1941-1945 – брав участь у бойових діях на Чорному морі під час Другої Світової війни.
Після закінчення бойових дія – переведений у Новоросійськ. 22.02.1947 – роззброєний та виключений зі складу ВМФ СРСР.
06.03. 1947 – переданий для переробки (переобладнано в ПЗС(?)).

## Висновки
Підводний човен "АГ-23" було остаточно введено до ладу 21 жовтня 1920 року. Субмарини "АГ-24", "АГ-25" і "АГ-26" добудовувались вже після остаточного встановлення більшовиками своєї владу в Україні. Роботами зі складання човнів керував інженер-механік Я. Солдатов. Допомагав йому майбутній конструктор підводних човнів XII серії типу "М" П. Сердюк.
Човни брали активну участь у військових діях часів Другої світової війни. Здійснили по 15-20 бойових виходів.
В цілому підводні човни типу «Holland 602» добре зарекомендували себе надійністю механізмів, доброю морехідністю, великим ресурсом та наявністю рятувальних засобів. Окремі човни були в строю понад 30 років, вели активні бойові дії під час Першої та Другої Світових війн. За висновком експертів, вони були найкращими бойовими човнами початку XX століття.

## Всі човни класу

### Королівський Флот Великої Британії
- Група 1 (1915)
  - H1 — H10 (10 човнів)
- Група 2 (1915—1918, була конфіскована урядом США.)
  - HMS H11 і HMS H12 (2 човни)
  - H13 — H20 (8 човнів) були передані Чилі та Канаді.
- Група 3 (1917—1919)
  - H21 — H52 (25 човнів)

### Флот США
- USS H-1 — H-3 (3 човни, прототипи)
- USS H-4 — H-9 (5 човнів, що було замовлено Російською імперією)

### Regia Marina, Італія
- H1 — H8 (8 човнів)

### Флот Російської імперії
- - Балтійський флот
    - АГ-11 — АГ-16 (5 човнів)

  - Чорноморський флот
    - АГ-21 — АГ-26 (6 човнів)

### Королівський Канадський флот
- HMCS CH-14 і HMCS CH-15 (2 човни)

### Чилійський флот
- HMS H13 і HMS H16 — HMS H20 (6 човнів)

### Український флот
- АГ-21 — АГ-26 (6 човнів)

### Флот СРСР
- Човни Чорноморського флоту